# Even in the Quietest Moments...
Even in the Quietest Moments… je páté studiové album anglické skupiny Supertramp. Vydáno bylo v dubnu roku 1977 společností A&M Records. Jeho nahrávání probíhalo od listopadu 1976 do ledna následujícího roku převážně ve studiu Caribou Ranch v coloradském městě Nederland, částečně pak v losangeleském Record Plant. V americké hitparádě Billboard 200 se umístilo na šestnácté příčce, zatímco v britské UK Albums Chart na dvanácté. V některých zemích, včetně Kanady a Švýcarska, se stalo platinovým.

## Seznam skladeb
Autory všech skladeb jsou Rick Davies a Roger Hodgson.
1. „Give a Little Bit“ – 4:08
2. „Lover Boy“ – 6:49
3. „Even in the Quietest Moments“ – 6:26
4. „Downstream“ – 4:00
5. „Babaji“ – 4:51
6. „From Now On“ – 6:21
7. „Fool's Overture“ – 10:52

## Obsazení
- Rick Davies – klávesy, zpěv
- Roger Hodgson – kytara, klávesy, zpěv
- John Helliwell – saxofon, zpěv, klarinet, melodika
- Dougie Thomson – baskytara
- Bob Siebenberg – bicí, perkuse
- Gary Mielke – programování